# Природни резерват Клисура Брњице
Природни резерват Клисура Брњице jе локалитет у режиму заштите I степена, површине 702,88ha, обухвата слив Брњичке реке изнад Голубичке клисуре.
Геоморфолшки карактеристична долина са клисуром и кањоном представља природни феномен. Специфична микроклима одразила се на вегетацију. На овом подручју развила се сложена вегетација: од термофилних шума и шибљака до мезофилних буково-орахових и буково-липових шума. 
У клисури Брњичке реке, на стрмим изложеним падинама, распрострањена је заједница китњака и цера (Qercetum petraeae-cerris) са грабићем. У клисури Брњичке реке заступљене су разноврсне заједнице, од реликтних полидоминатних, преко реликтних осиромашених, до заједница савременог типа у којима доминирају медунац (Quercus pubescens), крупнолисни медунац (Quercus virgilana), цер (Quercus cerris), јоргован, црни јасен (Fraxinus ornus), маклен (Acer monspessulanum) и грабић (Carpinus orientalis).